# 新闻系统
新闻系统是一种由ASP、PHP等脚本语言编写的可以在网上即时交互发布新闻信息的网络交互系统，可以在线添加文章、图片、影音等多媒体信息，使得个人建立网站变得更加的简单。
小型新闻系统有沸腾展望新闻系统、动网新闻系统。
大型新闻系统有新浪、TOM等。